# Catalonia Today
Catalonia Today (Deutsch: Katalonien Heute) ist eine monatlich erscheinende Zeitschrift mit Onlinepräsenz, welche 2004 von Carles Puigdemont gegründet wurde.

## Profil
Die Zeitschrift richtet sich primär an Touristen und Ausländer, die in Katalonien leben aber weder Katalanisch noch Spanisch sprechen, zieht aber auch zunehmend eine katalanische Leserschaft an, welche Englisch lernt. Ihr Fokus sind katalanische Nachrichten aus katalanischer Perspektive.